# Immeuble administratif André & Cie S.A.
L'immeuble administratif André & Cie S.A., également appelé Forum après-demain, est un immeuble situé dans la ville vaudoise de Lausanne, en Suisse. Construit en 1960, il est principalement occupé par l'entreprise pharmaceutique Debiopharm.

## Historique
L'immeuble a été construit en 1960 par Jean Tschumi et Pierre Bonnard, pour l’entreprise André & Cie.
Une annexe de deux étages a été ajoutée en 1989 à l’angle sud-ouest du bâtiment, qui a subi une rénovation complète entre 2003 et 2004.
Le bâtiment est inscrit comme bien culturel suisse d'importance nationale.

## Description
Le bâtiment se présente sous la forme d'un triangle équilatéral sans façade au nord. Cette forme peu commune découle, selon son créateur, à la fois de la contrainte de conserver un maximum d'arbres lors de sa construction, de la recherche d'une orientation la plus optimale possible et d'un rappel de l'initiale et du logo de son propriétaire.
À l'intérieur, les 6 étages sont organisés sous la forme de couches successives : après la structure se trouve une couronne de bureaux suivie d'un couloir central de distribution et d'un noyau central, les deux derniers étant également des triangles équilatéraux.
Le septième et dernier étage se présente comme une terrasse en attique.